# Meridiano 119 W
O meridiano 119 W é um meridiano que, partindo do Polo Norte, atravessa o Oceano Ártico, América do Norte, Oceano Pacífico, Oceano Antártico, Antártida e chega ao Polo Sul. Forma um círculo máximo com o Meridiano 61 E.
Começando no Polo Norte, o meridiano 119º Oeste tem os seguintes cruzamentos:
| País, território ou mar       | Notas |
| ----------------------------- | --- |
| Oceano Ártico                 | |
| Canadá                        | Territórios do Noroeste - Ilha Prince Patrick |
| Canal de Crozier              | |
| Canadá                        | Territórios do Noroeste - Ilha Eglinton |
| Estreito de McClure           | |
| Canadá                        | Territórios do Noroeste - Ilha Banks |
| Estreito do Príncipe de Gales | |
| Canadá                        | Territórios do Noroeste - Ilha Victoria |
| Golfo de Amundsen             | |
| Canadá                        | Nunavut Territórios do Noroeste - passa no Grande Lago do Urso Alberta Colúmbia Britânica (cerca de 2 km) Alberta (cerca de 2 km) Colúmbia Britânica |
| Estados Unidos                | Washington Oregon Nevada Califórnia |
| Oceano Pacífico               | Passa a leste da Ilha de Santa Bárbara, Califórnia, Estados Unidos                                                                                   |
| Oceano Antártico              | |
| Antártida                     | Território não reivindicado |